# Madras Motor Race Track
Der Madras Motor Race Track (MMRT, auch bekannt als Irungattukottai Race Track) ist eine permanente Motorsport-Rennstrecke in Irungattukottai, Chennai, Indien. Sie wurde in den späten 1980er Jahren gebaut und 1990 eingeweiht. Sie war die erste permanente Rennstrecke in Indien und befindet sich im Besitz des Madras Motor Sports Club.

## Geschichte
Der die Strecke betreibende Madras Motorsport Club, einer der Gründungsmitglieder des Federation of Motor Sports Clubs of India (FMSCI), hielt seine Rennen von 1952 bis 1989 auf einem Flugplatzkurs bei Sholavaram in Chennai ab. Nachdem man die Piste unter anderem wegen Beschädigungen durch Militärfahrzeuge 1989 aufgeben musste, wurde ab 1988 nahe Sriperambudur in Irungattukottai die Strecke von Irungattukottai bis 1990 als erste permanente Rennstrecke in Indien gebaut, um der aufkeimenden Motorsportszene in Indien einen festen Veranstaltungsort zu schaffen.
Der Bau der Strecke erfolgte durch das Planungsbüro Gherzi Eastern sowie durch die Baufirma Larsen & Turbo. Als verantwortlicher Architekt fungierte Gopal Madhavan. Die Eröffnung erfolgte im September 1990.
2007 und 2017 erfolgten Neuasphaltierungen der Strecke.
Die Strecke liegt 34 km vom Madras Airport entfernt. Direkt gegenüber der Strecke liegt ein Automobilwerk des koreanischen Herstellers Hyundai.

## Streckenbeschreibung

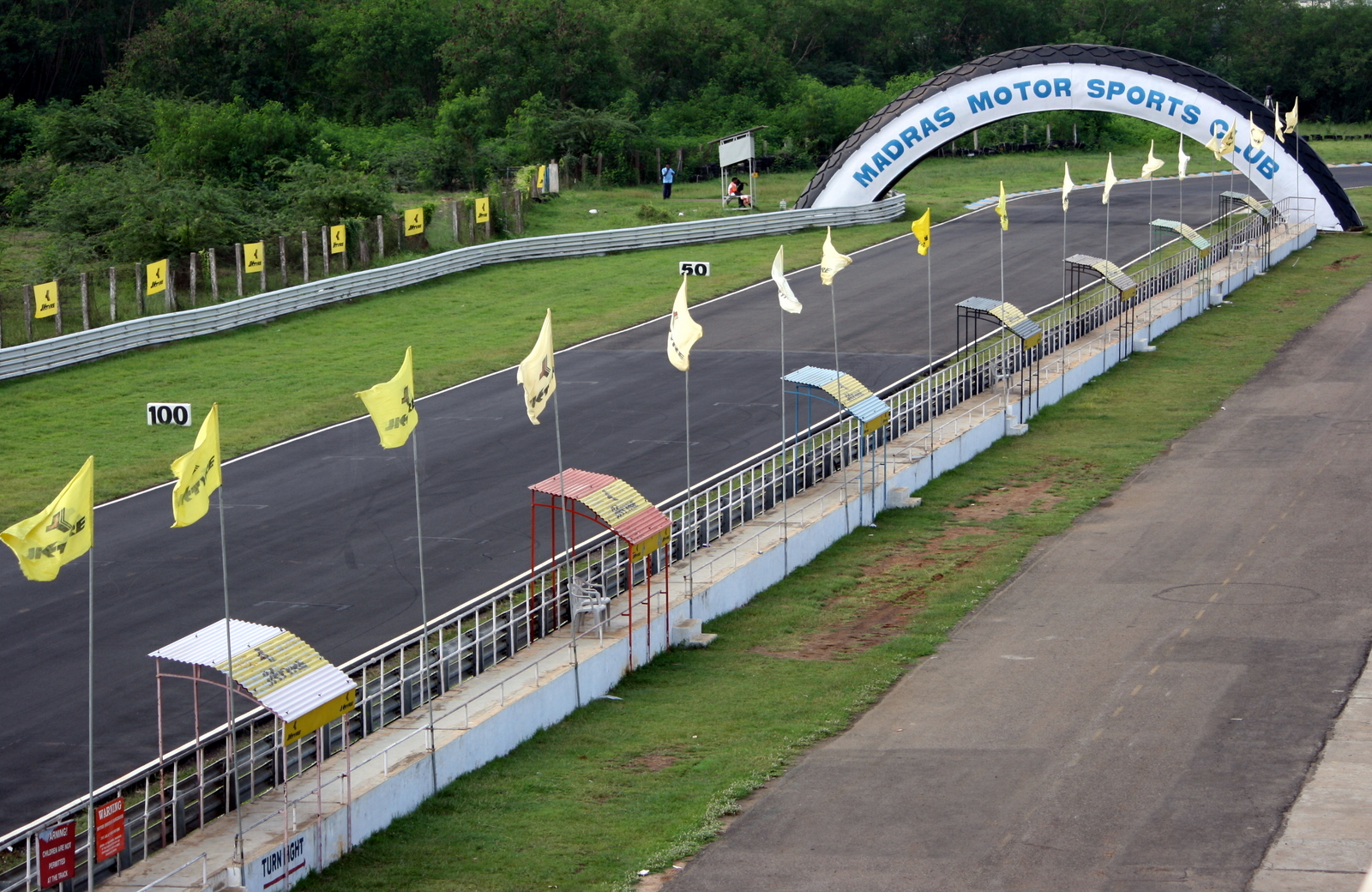
Startgerade des MMRT

Der Hauptrundkurs ist 3,717 km lang mit zwölf Kurven und drei Geraden, wobei die längste Gerade 2507 m lang ist. Der Club Circuit ist 2,0677 km (1,2847 mi) lang und hat sieben Kurven. Die Strecke ist im Durchschnitt elf Meter breit, wobei die Start-Ziel-Gerade 16 Meter Breite aufweist. Die Strecke wird im Uhrzeigersinn befahren. Der Kurs besitzt seit 2014 eine Abnahme als Grad-2-Kurs von der FIA und kann somit Fahrzeuge bis hin zur Formel 3 beherbergen. Sie ist auch von der FIM für Motorradrennen abgenommen worden. 
Für die Zuschauer stehen keine Sitzplätze, sondern lediglich Naturtribünen entlang des Kurses zur Verfügung.

## Veranstaltungen
Auf der Strecke finden aktuell Automobil- und Motorrad-Rennveranstaltungen statt. In der Saison 2019 starteten unter anderem die MRF-F1600-Formelserie, welche die Strecke als Heimstrecke benutzt, die Formula-LGB-1300-Serie, die Indische Tourenwagenserie, sowie diverse Markenpokale im Rahmen der angesetzten Automobil-Rennveranstaltungen.